# ブロルフェルド (小惑星)
ブロルフェルド (3309 Brorfelde) は小惑星帯にある小惑星。デンマークのブロルフェルド天文台でカーレ・イェンセン (Kåre S. Jensen) らが発見した。発見された天文台の名に因んで名付けられた。
2005年10月25日から11月3日にかけてオンドレヨフ天文台で行われた観測での光度変化から衛星の存在の可能性が報告され、2006年に存在が確認された。衛星の直径は約 1.6 km で、公転軌道の半径は約 11 km、公転周期は 18.48 時間と見積もられている。